# Millerntor-Stadion
El Millerntor-Stadion és un estadi de futbol situat a la ciutat d'Hamburg, a la República Federal d'Alemanya. Va ser inaugurat el 1963 i té capacitat per albergar 29.546 espectadors. L'equip local és el FC Sankt Pauli de la 2. Bundesliga alemanya.

## Nom
De 1970 a 1998, el Millerntor-Stadion va ser conegut com a Wilhelm-Koch-Stadion en honor del president de l'entitat durant les etapes 1931-1945 i 1948-1969. El 1997, al descobrir-se que era membre del partit nazi segons un llibre publicat un any abans per René Martens, l'Agim (Arbeitsgemeinschaft interessierter Mitglieder), grup d'aficionats descontents amb la marxa de l'equip que inicialment es va constituir perquè el filial de l'equip pogués jugar a l'estadi i que es va fer cada vegada més influent, va presentar una moció que encara que no comptava amb el suport dels veterans finalment va prosperar.
El nom Millerntor significa "Porta de Millern" i deriva del nom d'una de les portes del 1246 que permetien l'entrada al suburbi de Sankt Pauli de la. Ciutat Lliure i Hanseàtica d'Hamburg a través de la muralla que l'envoltava. Avui dia l'estadi es trobaria fora de l'antiga muralla entre les ciutats d'Hamburg i la que fou la ciutat d'Altona, avui un districte més. Es dona la paradoxa que Tor, a més de «porta», també significa «gol» en alemany.

## Història

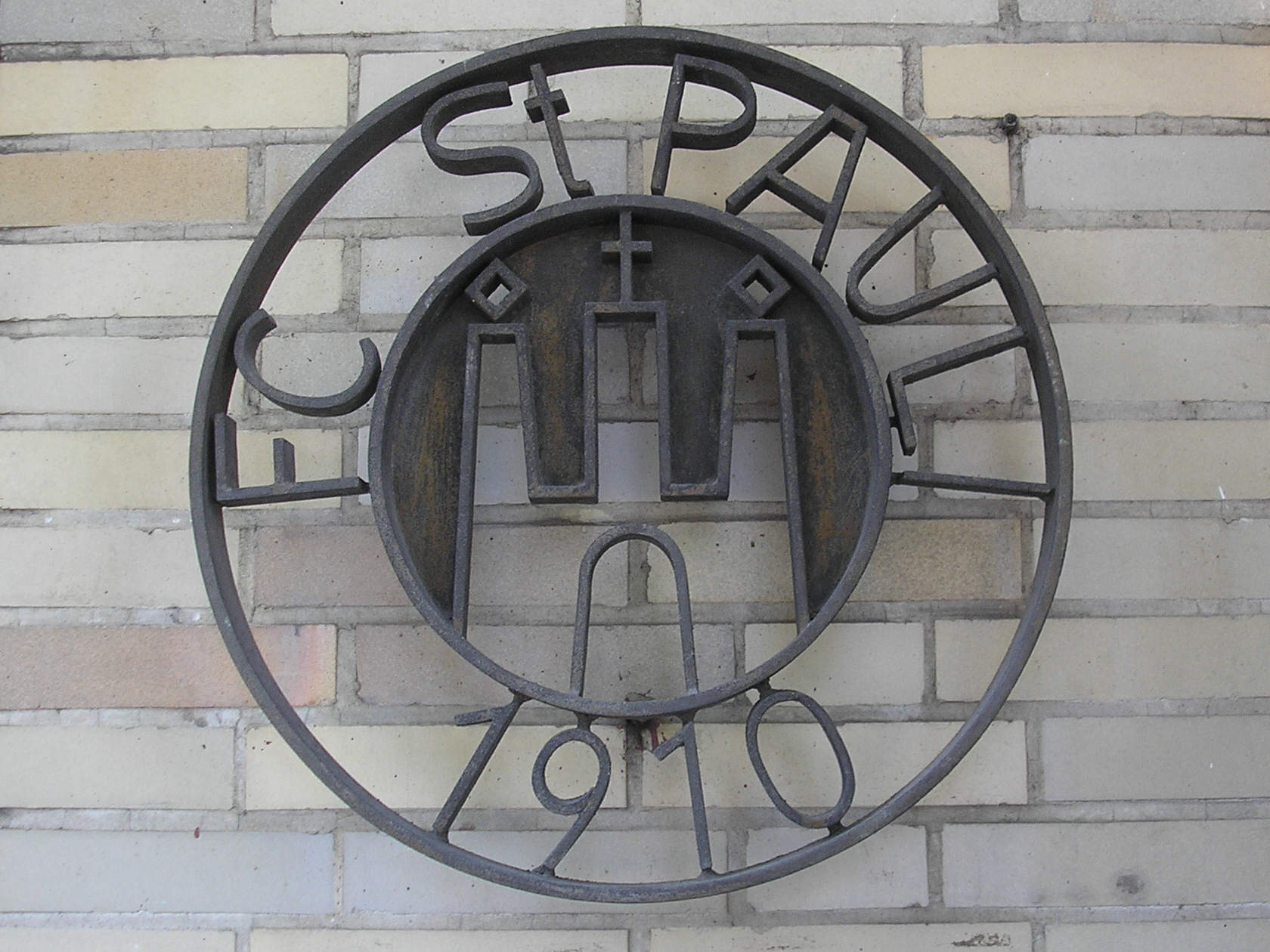
Logotip de el club a la façana del Millerntor-Stadion

El 1935, a causa de diversos mítings dels nacionalsocialistes que van deixar la gespa en molt mal estat, durant més d'un any el FC Sankt Pauli va haver de jugar alguns partits a l'estadi Exerzierweide d'Altona.
Els bombardejos que va rebre Hamburg durant l'Operació Gomorra van afectar parts de l'estadi atès que a prop hi havia un gran nombre de búnquers i torres antiaèries. Això va fer que la directiva prengués la determinació de reconstruir l'estadi. El 1946, el club va construir el seu propi estadi en el lloc original de l'Observatori d'Hamburg, construït el 1802 per Johann Georg Repsold i ubicat a la Heiligengeistfeld davant del vell parc de bombers i en la cantonada entre Glacischaussee i Budapester Strasse (de 1946 a 1956 va ser anomenada Ernst Thälmann). El 17 de novembre s'inaugurava el nou estadi en un partit amistós davant el Schalke 04 al què van assistir 30.000 persones i va acabar amb el resultat d'1 a 0.

L'estadi, però, no va durar gaire temps, ja que va ser intervingut el 1961 a causa de la Internacional Gartenschau Austellum (IGA, «Exposició Internacional de Jardineria») de 1963 a Hamburg (el lloc és avui utilitzat per la entrada nord de l'estació d'U-Bahn St. Pauli), motiu pel qual l'ajuntament va requerir els terrenys perquè albergués el certamen. A canvi va avalar la construcció d'un nou complex esportiu que se situaria dins de la zona de Heiligengeistfeld, centre històric de club. Així, doncs, el 1961 es va iniciar la construcció del Millerntor-Stadion amb capacitat per a 32.000 espectadors, tot i que es va reduir posteriorment a 29.629 per raons de seguretat. El nou estadi va ser inaugurat el juliol del 1961 amb un amistós contra el CSKA Sofia.

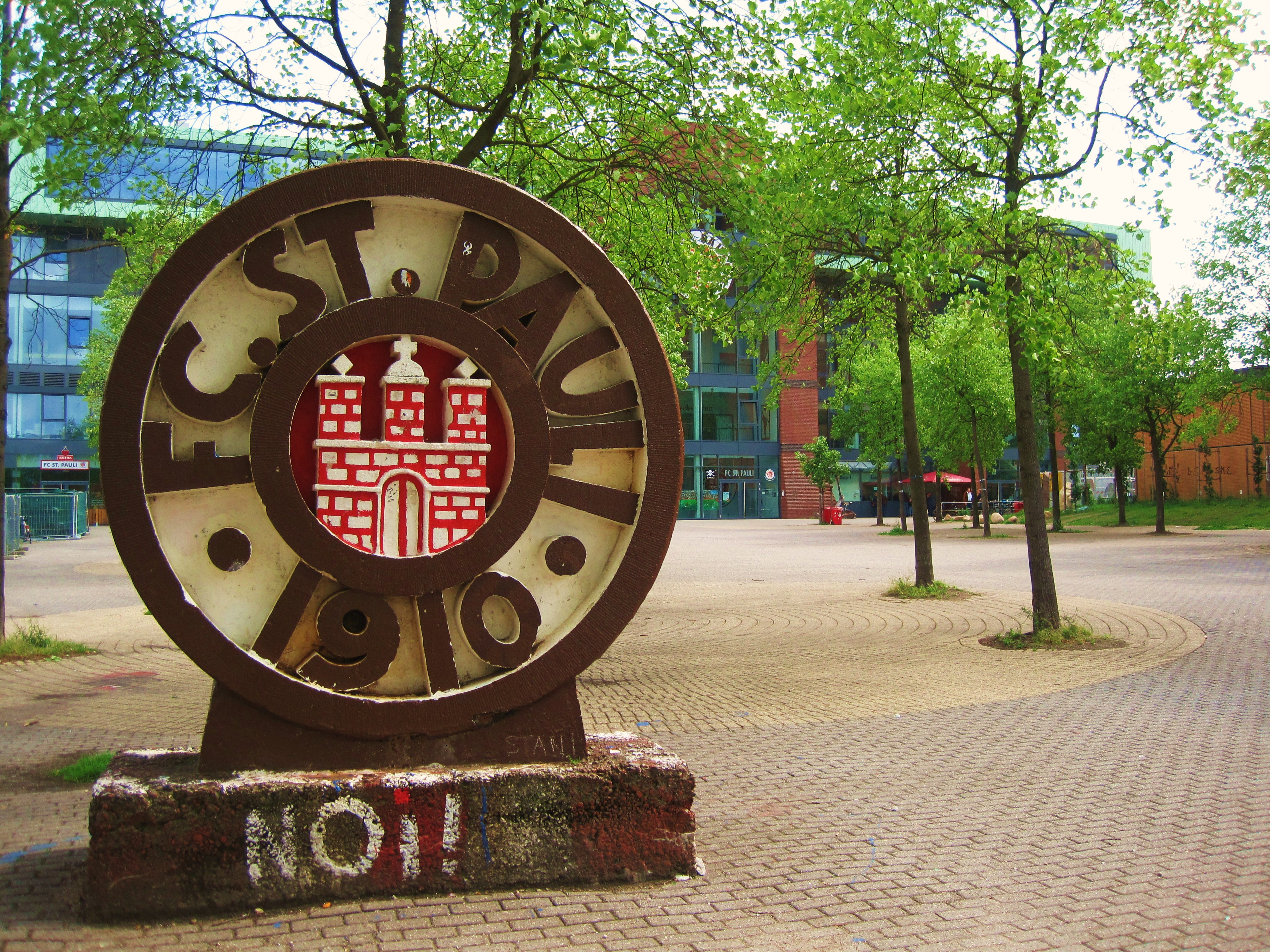
Millerntor-Stadion a BudapesterStrasse

El 1989 el club tenia un deute de 3,8 milions de marcs i la directiva va tenir la idea de construir un complex multifuncional en els terrenys de l'estadi amb una capacitat per a 50.000 espectadors, l'anomenat Sport-Dome. Aquest complex comptaria amb un sostre hidràulic, piscina, pista d'hoquei sobre gel, grades retràctils i aparcament subterrani. El projecte comptava amb el suport d'un grup d'inversors canadencs i ascendia a 500 milions de marcs. L'afició va protestar en contra de la mercantilització del seu estadi i del veïnat del barri, i es va endegar una campanya contra el projecte sota el lema «St.Pauli, Ja. Sport-Dome, Nein» i es van distribuir milers de fulls volants en què es demanava als espectadors que romanguessin en silenci durant 5 minuts a l'inici del partit contra el Karlsruher SC i que acudissin a la manifestació que es realitzaria a l'acabar el partit. En el següent partit com a local, disputat contra el Bayer Leverkusen, es va realitzar una marxa que va partir des de l'estació de Sternschanze cap a l'estadi. Finalment Otto Paulick, president de l'equip, va anunciar la retirada del projecte.
Al congrés d'afeccionats/des de 2009 es va acordar el rebuig a vendre el nom de l'estadi a una marca comercial, la negativa a establir acords de patrocini amb marques sospitoses de feixisme, sexisme o homofòbia, i es va prohibir la publicitat en les pantalles de l'estadi.

Al setembre de 2012 es van organitzar mobilitzacions en contra del projecte de construcció d'una comissaria a la zona inferior de la Gegengerade que hauria de comptar amb cel·les per aficionats que originessin disturbis. Aquest projecte responia a les demandes de l'Associació Alemanya de Futbol per renovar les llicències dels clubs. L'afició va demanar que en lloc de la comissaria fos el museu de club.